# Сент-Ендрюс (Південна Кароліна)
Сент-Ендрюс (англ. St. Andrews) — переписна місцевість (CDP) в США, в окрузі Ричленд штату Південна Кароліна. Населення — 20 675 осіб (2020).

## Географія
Сент-Ендрюс розташований за координатами 34°3′3″ пн. ш. 81°6′20″ зх. д. / 34.05083° пн. ш. 81.10556° зх. д. (34.050874, -81.105502).  За даними Бюро перепису населення США в 2010 році переписна місцевість мала площу 16,49 км², з яких 16,43 км² — суходіл та 0,05 км² — водойми.

## Демографія
Згідно з переписом 2010 року, у переписній місцевості мешкали 20 493 особи в 9749 домогосподарствах у складі 4646 родин. Густота населення становила 1243 особи/км².  Було 11023 помешкання (669/км²).
Расовий склад населення:
| - 65,7 % — чорних або афроамериканців - 28,3 % — білих - 2,0 % — азіатів - 0,3 % — корінних американців - 0,1 % — вихідців з тихоокеанських островів - 1,4 % — осіб інших рас |

До двох чи більше рас належало 2,2 %. Частка іспаномовних становила 3,7 % від усіх жителів.
За віковим діапазоном населення розподілялося таким чином: 22,2 % — особи молодші 18 років, 68,4 % — особи у віці 18—64 років, 9,4 % — особи у віці 65 років та старші. Медіана віку мешканця становила 31,0 року. На 100 осіб жіночої статі у переписній місцевості припадало 85,2 чоловіків;  на 100 жінок у віці від 18 років та старших — 79,4 чоловіків також старших 18 років.
Середній дохід на одне домашнє господарство  становив 42 211 долар США (медіана — 33 741), а середній дохід на одну сім'ю — 49 968 доларів (медіана — 42 159). Медіана доходів становила 32 485 доларів для чоловіків та 30 296 доларів для жінок. За межею бідності перебувало 23,0 % осіб, у тому числі 34,5 % дітей у віці до 18 років та 3,8 % осіб у віці 65 років та старших.
Цивільне працевлаштоване населення становило 10 846 осіб. Основні галузі зайнятості: освіта, охорона здоров'я та соціальна допомога — 25,4 %, роздрібна торгівля — 13,4 %, мистецтво, розваги та відпочинок — 12,0 %.